# あざとくて何が悪いの?
『あざとくて何が悪いの?』（あざとくてなにがわるいの）は、2020年10月10日から、テレビ朝日系列で放送されているバラエティ番組。
放送時間は2022年3月19日までは土曜 21時55分 - 22時25分、同年4月から2023年9月24日までは日曜 23時55分 - 翌0時25分（一部地域を除く）、2023年10月6日からは金曜 0時45分 - 1時20分。2019年より単発特別番組として放送後、レギュラー化した。

## 概要
「あざとさ」について語り尽くす新感覚バラエティ。視聴者投稿をもとに、世にはびこる「あざとエピソード」を再現VTR『あざといミニドラマ』で紹介する。
テレビ朝日土曜22時台前半枠の30分番組は、1960年5月 - 10月放送の海外ドラマ『カメラマン・コバック』以来実に60年ぶりで、「国産番組」・「近畿広域圏腸捻転解消後」・「『テレビ朝日』改名後」では初となる。
2021年12月31日には初の年越し番組として、『あざとく年越して何が悪いの?上戸彩&佐藤健も参戦SP』を23時 - 翌1月1日0時30分で放送、番組ではテレビ朝日として2年ぶりのカウントダウンを行った。
当番組は日本のバラエティ史上初、アジア13の国と地域（のべ人口16億人）に地上波放送とほぼ同時に配信中。
ちなみにレキュラー放送が開始される前にオファーがあったバラエティはテレ朝史上初。
中国ではbilibiliで配信されており、総再生回数は1億回を超えている。
2022年1月10日にEXシアターで開催した番組イベントでは会場1000名のキャパに対して、1万以上の応募が殺到した。
「あざとい」という今までになかった切り口で松本まりか、上國料萌衣（アンジュルム）、山下美月（乃木坂46）、田村保乃（櫻坂46）などを番組でいち早く起用し抜擢して大きな話題を呼んでいる。
2021年1月の放送から番組内で連続ドラマ「あざと連ドラ」の放送開始。第1弾は主演に山下美月（乃木坂46）、相手役に櫻井海音（当時：Kaito）を迎え、毎週ネットニュース、Twitterトレンド入りを果たすなど話題に。2023年2月現在までに第6弾までが放送され、第2弾では中村ゆりか、第3弾では女性四人のシェアハウス生活を描き 紺野彩夏、鈴木ゆうか、田村保乃（櫻坂46）、佐々木莉佳子（アンジュルム）の4人が主演に抜擢。第4弾では初の男性目線の物語で、水沢林太郎、中島颯太、西垣匠、ヒロインには鈴木愛理が抜擢された。第5弾の主演は片山友希。奈良から上京して東京の広告代理店であざとく成長していく主人公を描く。主人公の親友役として藤吉夏鈴（櫻坂46）が本格演技初挑戦となり話題を呼び、第6弾の主演にそのまま抜擢。「あざとくて何が悪いの?」のディレクターとして、様々なタイプのあざとい女性と出会い、その恋模様に翻弄されながら、自身の恋も揺れ動いていく様子を描く。
2022年4月改編以降、製作局のテレビ朝日及び一部のネット局では放送時間を日曜23時55分 - 翌0時25分に移動。
2023年9月24日の放送回をもって、番組開始からMCを務めた田中みな実と弘中綾香が卒業した（2人は勇退と発表した）。なお、山里亮太は同年10月以降もMCを続投。新MCに鈴木愛理を迎え、タイトルも『お願い!ランキングpresents そだてれび･あざとくて何が悪いの?』と題して10月6日より、放送枠も金曜0時45分 - 1時20分（木曜深夜、一部地域を除く）に移動して放送されており、更に2024年4月4日からは『そだてれび』の名を削り『お願い!ランキング presents あざとくて何が悪いの?』となったが、同年9月20日からは『お願い!ランキング』の終了に伴い『あざとくて何が悪いの?』に戻った。
2023年12月31日には2年ぶりの年越しスペシャルを放送、カウントダウンも行われた。
2025年1月より「金曜ナイトドラマ」枠にて『僕のあざとい元カノ from あざとくて何が悪いの?』が放送された（後述）。

## 出演者
MC
- 山里亮太（南海キャンディーズ）
- 鈴木愛理

旧MC
- 田中みな実（番組開始 - 2023年9月24日）
- 弘中綾香（テレビ朝日アナウンサー）（番組開始 - 2023年9月24日）

## 放送リスト

### パイロット版
| 2019年 | 2019年  | 2019年            | 2019年         | 2019年                                                                                        | 2019年 | 2019年 |
| 回     | 放送日  |                   | スタジオゲスト | ミニドラマ出演者                                                                              | 内容   | 備考   |
| ------ | ------- | ----------------- | -------------- | --------------------------------------------------------------------------------------------- | ------ | ------ |
| 1      | 9月27日 | 金曜 23:15 - 0:15 |                | 山田菜々 坂ノ上茜 今野杏南 小室安未 浦まゆ                                                    |        |        |
| 2020年 |         |                   |                |                                                                                               |        |        |
| 2      | 4月17日 | 金曜 23:15 - 0:15 | 千葉雄大       | 柏木由紀 松本まりか 田中真琴 岸明日香 紺野彩夏 宮下かな子 平田雄也 松田悟志 ゆうたろう きいた |        |        |
| 3      | 7月25日 | 土曜 23:15 - 0:05 | 千葉雄大       | 中村ゆりか 島崎遥香 今泉佑唯 内田真礼 曽田陵介 鈴木仁 松本まりか                              |        |        |

### レギュラー版

#### 土曜プライムタイム時代
| 回 | 放送日   | スタジオゲスト                   | ミニドラマ出演者                                                      | その他出演者 | 備考 |
| -- | -------- | -------------------------------- | --------------------------------------------------------------------- | ------------ | ---- |
| 1  | 10月10日 | 有吉弘行                         | 山下美月（乃木坂46） 君嶋麻耶 松本まりか                              | 菜々緒       |      |
| 2  | 10月17日 | DJ松永（Creepy Nuts）            | 青柳文子 武田航平 松本まりか                                          |              |      |
| 3  | 10月24日 | 城田優                           | 川島海荷                                                              |              |      |
| 4  | 10月31日 | 西畑大吾・大西流星（なにわ男子） | 高橋文哉                                                              |              |      |
| 5  | 11月7日  | 中島健人（Sexy Zone）            | Kaito（インナージャーニー） 加藤玲奈（AKB48） 小西桜子 岡田翔大郎     |              |      |
| 6  | 11月14日 | 中島健人（Sexy Zone）            | 上國料萌衣（アンジュルム） 林ゆめ                                     |              |      |
| 7  | 11月21日 | 三浦翔平                         | 板野友美 井桁弘恵 田中幸太朗 兵頭功海                                 |              |      |
| 8  | 11月28日 | 瀬戸利樹                         | 上國料萌衣（アンジュルム） 佐々木美玲（日向坂46） 小西詠斗 横田ひかる |              |      |
| 9  | 12月12日 | フワちゃん                       | 青山テルマ 吉田志織 秋元才加                                          |              |      |

| 回 | 放送日   | スタジオゲスト                                                                                           | ミニドラマ出演者 | あざと連ドラ | その他出演者 | 備考            |
| -- | -------- | --- | --- | --- | --- | --------------- |
| 10 | 1月9日   | 生田斗真 高畑充希                                                                                        | 上國料萌衣（アンジュルム） 内藤秀一郎 髙橋ひかる 小南光司 森日菜美 出口亜梨沙 桜田ひより 時任勇気 田中みな実 弘中綾香 山里亮太                             | | 松本まりか「あざといい店」 | 新春1時間SP     |
| 11 | 1月23日  | 山田孝之                                                                                                 | 森日菜美 田中真琴 齊藤京子（日向坂46） 上國料萌衣（アンジュルム） 菅沼ゆり 都丸紗也華 松本まりか 貴島明日香 押田岳                                         | | |                 |
| 12 | 1月30日  | 白石麻衣                                                                                                 | 中村里帆 西野遼 富田健太郎 佐伯大地 | 山下美月（乃木坂46） kaito（インナージャーニー） 佐伯亮                                                               | |                 |
| 13 | 2月6日   | 北村匠海                                                                                                 | 新條由芽 矢島舞美 古屋呂敏 坂田秀晃 岡本夏美 | 山下美月（乃木坂46） kaito（インナージャーニー） 佐伯亮                                                               | |                 |
| 14 | 2月13日  | 出川哲朗                                                                                                 | | 山下美月（乃木坂46） kaito（インナージャーニー） 佐伯亮 田中真琴                                                      | 島崎遥香「おじさんのためのLINE添削講座」 朝比奈彩 |                 |
| 15 | 2月20日  | 高橋海人（King & Prince） 葵わかな                                                                       | 上國料萌衣（アンジュルム） 井上玲音（Juice=Juice） 出口夏希 杢代和人 西垣匠 田中偉登 小西桜子 百瀬朔 新田さちか 木内舞留 滝村剛 鷹架翔喜 樫尾篤紀 宇佐卓真 | 山下美月（乃木坂46） kaito（インナージャーニー）                                                                      | | 1時間SP         |
| 16 | 2月27日  | 新田真剣佑 鈴木伸之（劇団EXILE）                                                                         | 宇佐卓真 紺野彩夏 濱田龍臣 桃月なしこ | 山下美月（乃木坂46） kaito（インナージャーニー） 田中真琴                                                             | |                 |
| 17 | 3月6日   | 山下美月（乃木坂46） 片寄涼太（GENERATIONS from EXILE TRIBE）                                            | 鷹架翔喜 小栗有以（AKB48） 柳美稀 前川優希 | 山下美月（乃木坂46） kaito（インナージャーニー） 佐伯亮                                                               | 松本まりか「『松本まりかはあざといのか?』完全密着の記録」 |                 |
| 18 | 3月13日  | 菊池風磨（Sexy Zone）                                                                                    | 山崎紘菜 樫尾篤紀 田﨑さくら 青木悠 傳谷英里香 上西星来（東京パフォーマンスドール） 中尾萌那 曽田陵介                                                      | | |                 |
| 19 | 3月27日  | 中川大志 渡辺直美                                                                                        | 綱啓永 井上想良 武田航平 寺本莉緒 戸塚祥太（A.B.C-Z） | 井上翔太 中村ゆりか                                                                                                   | 松本まりか「『松本まりかはあざといのか?』完全密着の記録」day2 | 1時間SP         |
| 20 | 4月10日  | ディーン・フジオカ                                                                                       | 岩永徹也 中澤瞳 増田有華 甲斐まりか 佐藤新（IMPACTors/ジャニーズJr.）                                                                                      | | |                 |
| 21 | 4月17日  | ノブ（千鳥）                                                                                             | 押田岳 小宮有紗 柏木ひなた（私立恵比寿中学） | | |                 |
| 22 | 4月24日  | 山本舞香 吉村崇（平成ノブシコブシ）                                                                      | 上西星来（東京パフォーマンスドール） 中川大輔 恒松祐里 白濱亜嵐（GENERATIONS / EXILE）                                                                     | | |                 |
| 23 | 5月1日   | 白岩瑠姫・鶴房汐恩（JO1）                                                                                | 川尻蓮・川西拓実・豆原一成（JO1） 鈴木ゆうか 大森莉緒（ラストアイドル）                                                                                    | 中村ゆりか 井上翔太 川口葵                                                                                            | |                 |
| 24 | 5月8日   | 伊野尾慧（Hey! Say! JUMP）                                                                               | | 中村ゆりか 井上翔太 川口葵                                                                                            | 松本まりか「『松本まりかはあざといのか?』完全密着の記録」day3 |                 |
| 25 | 5月15日  | 仲里依紗                                                                                                 | 鈴木志遠 福岡みなみ 宮世琉弥 池田朱那 | | |                 |
| 26 | 5月22日  | 大倉忠義（SUPER EIGHT）                                                                                  | 清水くるみ 田中道子 齊藤京子（日向坂46） | | |                 |
| 27 | 5月29日  | 三宅健（V6）                                                                                             | 馬越零生 坂口風詩 樋口柚子 綱啓永 高嶋菜七（東京パフォーマンスドール） 井上想良                                                                            | | |                 |
| 28 | 6月12日  | 宇野実彩子・與真司郎（AAA）                                                                              | 與真司郎（AAA） 織田奈那 福田一華 坂井仁香（超ときめき♡宣伝部） 吉田伶香 梶田冬磨                                                                          | | |                 |
| 29 | 6月19日  | 今市隆二（三代目 J SOUL BROTHERS from EXILE TRIBE）                                                      | 愛甲ひかり 樋口晃平 | | 「第一回あざとオーディション」 森萌々穂（@onefive） 伊勢鈴蘭（アンジュルム） 阿部夢梨（SUPER☆GiRLS） 長谷川美月 |                 |
| 30 | 6月26日  | ディーン・フジオカ                                                                                       | ディーン・フジオカ 弘中綾香 石賀和輝 岩永徹也 長見玲亜 大平修蔵                                                                                            | | |                 |
| 31 | 7月3日   | 磯村勇斗                                                                                                 | 鈴木康介 鈴木ゆうか 国本梨紗 西野入流佳 尾碕真花 | | |                 |
| 32 | 7月10日  | ニューヨーク                                                                                             | 岡田翔大郎 佐藤峻輔 栗林藍希 西村真二・きょん（コットン） 池田直人・ジャンボたかお（レインボー） 田村保乃（櫻坂46） 大倉士門                               | | |                 |
| 33 | 8月14日  | 橋本環奈                                                                                                 | 本田響矢 影山優佳（日向坂46） いしだちひろ YUTO（PENTAGON） 清水くるみ                                                                                     | | |                 |
| 34 | 8月21日  | DJ松永（Creepy Nuts） 金村美玖（日向坂46） かなで（3時のヒロイン）                                       | | | 「最強のあざカワソングランキングBest10」 上國料萌衣（アンジュルム） 植村あかり（Juice=Juice） 井上音生 こぴ |                 |
| 35 | 8月28日  | 髙地優吾（SixTONES） ホラン千秋                                                                          | 青波凛 三宅健（V6） 川野快晴 棚橋佑実子 谷水力 岡安泰樹 | | |                 |
| 36 | 9月4日   | かまいたち                                                                                               | 西村真二・きょん（コットン） 高瀬真奈 毛利愛美 村山優香 | 紺野彩夏 田村保乃（櫻坂46） 鈴木ゆうか 佐々木莉佳子（アンジュルム） 藤枝喜輝                                          | |                 |
| 37 | 9月11日  | 白石麻衣                                                                                                 | 古川毅 井桁弘恵 飛葉大樹 近藤廉 | 紺野彩夏 田村保乃（櫻坂46） 鈴木ゆうか 佐々木莉佳子（アンジュルム） 高橋健介                                          | |                 |
| 38 | 9月18日  | 渡辺翔太・ラウール（Snow Man）                                                                           | 山中健太 福田麻貴（3時のヒロイン） 鈴木大河（IMPACTors / ジャニーズJr.）                                                                                   | 紺野彩夏 田村保乃（櫻坂46） 鈴木ゆうか 佐々木莉佳子（アンジュルム） 入来茉里 細田佳央太 篠崎彩奈（AKB48） 小林虎之介  | |                 |
| 39 | 9月25日  | 藤田ニコル 池田美優                                                                                      | 福田一華 佐伯大地 古田愛理 松波優輝 | 紺野彩夏 田村保乃（櫻坂46） 鈴木ゆうか 佐々木莉佳子（アンジュルム） 入来茉里 細田佳央太 石賀和輝 山下美月（乃木坂46） | |                 |
| 40 | 10月16日 | 道枝駿佑（なにわ男子） 目黒蓮（Snow Man）                                                                | 山下航平 田﨑さくら 植村颯太 浅野杏奈 | 紺野彩夏 田村保乃（櫻坂46） 鈴木ゆうか 佐々木莉佳子（アンジュルム） 入来茉里 細田佳央太                               | |                 |
| 41 | 10月23日 | ヒコロヒー 齊藤京子（日向坂46）                                                                          | 小関裕太 三津谷葉子 江野沢愛美 毛利愛美 | 紺野彩夏 田村保乃（櫻坂46） 鈴木ゆうか 佐々木莉佳子（アンジュルム） 藤枝喜輝                                          | |                 |
| 42 | 11月6日  | 岩田剛典（三代目 J SOUL BROTHERS from EXILE TRIBE）                                                      | 横田龍儀 藤井夏恋 森日菜美 木村慧人（FANTASTICS from EXILE TRIBE） 田中芽衣 中田圭祐                                                                       | | |                 |
| 43 | 11月13日 | 西畑大吾・大西流星・長尾謙杜（なにわ男子）                                                               | 西岡星汰（Team Mecury From Zero PLANET） 川津明日香 マーシュ彩                                                                                             | | |                 |
| 44 | 11月20日 | 生田斗真 仲里依紗                                                                                        | 古屋呂敏 松村沙友理 南龍和 小島梨里杏 | | |                 |
| SP | 11月27日 | 2021年 あざとすぎる神回 Best5（総集編）                                                                  | 2021年 あざとすぎる神回 Best5（総集編） | 2021年 あざとすぎる神回 Best5（総集編）                                                                               | 2021年 あざとすぎる神回 Best5（総集編） | 1時間SP         |
| 45 | 12月11日 | 重岡大毅・小瀧望（ジャニーズWEST）                                                                       | 小西貴大 堀未央奈 久保田直子 浅倉唯 久保乃々花 相馬理 | | |                 |
| SP | 12月31日 | 上戸彩 佐藤健 指原莉乃 近藤春菜（ハリセンボン） トリンドル玲奈 池田美優 DJ松永（Creepy Nuts） 髙橋ひかる | | | 「あざとい男-1グランプリ」 ヒコロヒー 菊地亜美 薄幸（納言） 平子祐希（アルコ&ピース） ホラン千秋 三宅健（V6） 莉子 小泉孝太郎 山本舞香 中尾萌那 相馬理 佐々木舞香（=LOVE） 西村真二（コットン） 高橋祐理 井上祐貴 渋谷凪咲（NMB48） ゆん（ヴァンゆん） 田中卓志（アンガールズ） | 年越し1時間半SP |

| 回 | 放送日  | スタジオゲスト                                                                  | ミニドラマ出演者 | あざと連ドラ | その他出演者                                               | 備考    |
| -- | ------- | ------------------------------------------------------------------------------- | --- | ------------ | ---------------------------------------------------------- | ------- |
| 46 | 1月22日 | 永瀬廉（King & Prince） 柄本佑                                                  | 大西流星（なにわ男子） 桑畑亨成 稲垣莉生 杉本愛里 与田祐希（乃木坂46） 武田航平 永島龍之介（Zero PLANET） 中島健人（Sexy Zone） |              | 「「あざとい界」の新星 休井美郷とは何者なのか!?」 休井美郷 | 1時間SP |
| 47 | 2月5日  | 川谷絵音                                                                        | 大塚美波 |              |                                                            |         |
| 48 | 2月12日 | 山田涼介（Hey! Say! JUMP） MEGUMI                                               | 上國料萌衣（アンジュルム） 新納直（真夜中の12時） 岡本夏美 宮下かな子 中村静香 池上紗理依                                       |              |                                                            |         |
| 49 | 2月19日 | 錦鯉                                                                            | 松田元太（Travis Japan） 横田真悠 鈴木愛理 木原瑠生 清水みさと 織部典成                                                         |              |                                                            |         |
| 50 | 2月26日 | ―                                                                               | 佐藤詩織 遠藤史也 安斉星来 |              | 「ディープすぎるあざとお悩み相談会」 林美桜                |         |
| 51 | 3月12日 | 小沢一敬（スピードワゴン） 平子祐希（アルコ&ピース） 吉村崇（平成ノブシコブシ） | 岡本夏美 新納直（真夜中の12時） 上國料萌衣（アンジュルム） 小宮璃央 山崎江莉 藤田みりあ                                         |              |                                                            |         |
| 52 | 3月19日 | 山下美月（乃木坂46） 内田篤人                                                   | 太田将熙 長谷川美月 古田愛理 八木勇征（FANTASTICS from EXILE TRIBE）                                                            |              |                                                            |         |

#### 日曜深夜時代
| 回 （ABEMA版） | 放送日   | スタジオゲスト                                                                        | ミニドラマ出演者                       | あざと連ドラ | その他出演者                                                                        | 備考                                                       |
| -------------- | -------- | ------------------------------------------------------------------------------------- | -------------------------------------- | --- | ----------------------------------------------------------------------------------- | ---------------------------------------------------------- |
| 53             | 4月3日   | 山田孝之                                                                              |                                        | 中島颯太（FANTASTICS from EXILE TRIBE） 西垣匠 水沢林太郎 中川紅葉 鈴木愛理                                                        |                                                                                     |                                                            |
| 54             | 4月10日  | 井ノ原快彦 向井康二（Snow Man）                                                       |                                        | 中島颯太（FANTASTICS from EXILE TRIBE） 西垣匠 水沢林太郎 鈴木愛理 田﨑さくら                                                      |                                                                                     |                                                            |
| 55             | 4月17日  | ハライチ                                                                              |                                        | 中島颯太（FANTASTICS from EXILE TRIBE） 西垣匠 水沢林太郎 鈴木愛理 渡辺美優紀                                                      |                                                                                     |                                                            |
| 56             | 4月24日  | 三宅健                                                                                |                                        | 中島颯太（FANTASTICS from EXILE TRIBE） 西垣匠 水沢林太郎 鈴木愛理 田﨑さくら 坂東希 片山友希                                      | 「あざと一人芝居選手権」 Una ばりやわとんこつ 新田さちか                            |                                                            |
| 57             | 5月1日   | 芳根京子                                                                              |                                        | 中島颯太（FANTASTICS from EXILE TRIBE） 西垣匠 水沢林太郎 鈴木愛理 坂東希 片山友希                                                 |                                                                                     |                                                            |
| 58             | 5月8日   | 藤田ニコル 池田美優                                                                   |                                        | 中島颯太（FANTASTICS from EXILE TRIBE） 西垣匠 水沢林太郎 土生瑞穂（櫻坂46）                                                       |                                                                                     |                                                            |
| 59             | 5月15日  | ROLAND                                                                                |                                        | 中島颯太（FANTASTICS from EXILE TRIBE） 西垣匠 水沢林太郎 坂東希                                                                   |                                                                                     |                                                            |
| 60             | 5月22日  | 中島健人（Sexy Zone）                                                                 |                                        | 中島颯太（FANTASTICS from EXILE TRIBE） 西垣匠 水沢林太郎 鈴木愛理                                                                 |                                                                                     |                                                            |
| 61             | 5月29日  | 松丸亮吾 DJ松永（Creepy Nuts） サーヤ（ラランド）                                     | 愛花 関隼汰 高橋聖那 大久保桜子 坂東希 | | 松本まりか「『松本まりかはあざといのか?』完全密着の記録」day4                       |                                                            |
| 62 （#1）      | 6月5日   | DJ松永（Creepy Nuts） サーヤ（ラランド）                                              | 佐々木莉佳子（アンジュルム） 小宮璃央  | 片山友希 兵頭功海 藤吉夏鈴（櫻坂46） 堀夏喜（FANTASTICS from EXILE TRIBE） 池田匡志 浪花ほのか 相馬理 大峰ユリホ 神田朝香 村中暖奈 | 松本まりか「『松本まりかはあざといのか?』初の密着中継で話題のツイートの真相調査!!」 |                                                            |
| 63 （#2）      | 6月12日  | ニューヨーク                                                                          | 佐々木莉佳子（アンジュルム） 小宮璃央  | 片山友希 兵頭功海 藤吉夏鈴（櫻坂46） 堀夏喜（FANTASTICS from EXILE TRIBE） 池田匡志 安倍乙                                         |                                                                                     |                                                            |
| 64 （#3）      | 6月19日  | ひろゆき                                                                              |                                        | 片山友希 兵頭功海 安倍乙 佐藤ちひろ                                                                                                |                                                                                     |                                                            |
| 65 （#4）      | 6月26日  | 吉田鋼太郎                                                                            | 佐々木莉佳子（アンジュルム） 小宮璃央  | 片山友希 兵頭功海 藤吉夏鈴（櫻坂46） 池田匡志 安倍乙                                                                               |                                                                                     |                                                            |
| 66 （#5）      | 7月3日   | ―                                                                                     | 佐々木莉佳子（アンジュルム） 小宮璃央  | 片山友希 藤吉夏鈴（櫻坂46） 堀夏喜（FANTASTICS from EXILE TRIBE） 池田匡志 安倍乙 井上想良 金井成大                                |                                                                                     |                                                            |
| 67 （#6）      | 7月24日  | あの トリンドル玲奈                                                                   |                                        | 片山友希 藤吉夏鈴（櫻坂46） 堀夏喜（FANTASTICS from EXILE TRIBE） 池田匡志 安倍乙 相馬理 田中理来 井上想良 金井成大 今井美桜       | 「ABEMA版あざとお悩み相談室」 柚来しいな                                            |                                                            |
| 68 （#7）      | 7月31日  | 八木勇征・中島颯太・堀夏喜（FANTASTICS from EXILE TRIBE） トリンドル玲奈              |                                        | 片山友希 藤吉夏鈴（櫻坂46） 堀夏喜（FANTASTICS from EXILE TRIBE） 相馬理 田中理来 めがね                                           | 「ABEMA版あざとお悩み相談室」 上ノ堀結愛                                            |                                                            |
| 69 （#8）      | 8月14日  | 田村淳（ロンドンブーツ1号2号） 吉村崇（平成ノブシコブシ） 丸山礼 りんたろー。（EXIT） |                                        | 片山友希 安倍乙 | 「ABEMA版あざとお悩み相談室」 ゆたせなcp momo haha                                  | 山里は新型コロナウイルスの療養により欠席。                 |
| 70 （#9）      | 8月21日  | 新木優子 鈴鹿央士 吉村崇（平成ノブシコブシ） トリンドル玲奈                           |                                        | 片山友希 兵頭功海 池田匡志 | 「ABEMA版あざとお悩み相談室」 みとゆな                                              | 山里の新型コロナウイルス療養により、吉村崇が代打MC。       |
| 71 （#10）     | 8月28日  | 竹内涼真 さとうほなみ りんたろー。（EXIT）                                            | 佐々木莉佳子（アンジュルム）           | 片山友希 藤吉夏鈴（櫻坂46） 堀夏喜（FANTASTICS from EXILE TRIBE） 駒木根葵汰                                                       |                                                                                     | 山里の新型コロナウイルス療養により、りんたろー。が代打MC。 |
| 72 （#11）     | 9月4日   | Matt                                                                                  | 佐々木莉佳子（アンジュルム） 小宮璃央  | 片山友希 藤吉夏鈴（櫻坂46） 堀夏喜（FANTASTICS from EXILE TRIBE）                                                                  |                                                                                     |                                                            |
| 73 （#12）     | 9月11日  | ジャングルポケット                                                                    |                                        | 片山友希 堀夏喜（FANTASTICS from EXILE TRIBE） 池田匡志 安倍乙                                                                     |                                                                                     |                                                            |
| 74 （#13）     | 9月18日  | 川尻蓮・川西拓実・豆原一成（JO1） なこなこカップル                                    |                                        | 片山友希 堀夏喜（FANTASTICS from EXILE TRIBE） 池田匡志 めがね                                                                     | 「ABEMA版あざとお悩み相談室」 植村颯太                                              |                                                            |
| 75 （#14）     | 9月25日  | 阿部亮平・深澤辰哉（Snow Man） なこなこカップル                                       |                                        | 片山友希 藤吉夏鈴（櫻坂46） 池田匡志 安倍乙 めがね 大峰ユリホ                                                                      |                                                                                     | ABEMA版は通常版本編の代わりに#60の再放送。                 |
| 76 （#15）     | 10月3日  | 藤田ニコル 池田美優 なこなこカップル                                                  | 工藤美桜 島津見                        | |                                                                                     |                                                            |
| 77 （#16）     | 10月9日  | 高橋海人（King & Prince） 藤田ニコル・池田美優                                        |                                        | 藤吉夏鈴（櫻坂46） 新田桃子 高橋健介 松永有紗                                                                                      |                                                                                     | ABEMA版は通常版本編の代わりに#61の再放送。                 |
| 78 （#17）     | 10月16日 | 岡田将生 泉澤祐希 ROLAND                                                              |                                        | 藤吉夏鈴（櫻坂46） 新田桃子 木村慧人（FANTASTICS from EXILE TRIBE） 花山瑞貴 藤林泰也 西垣匠                                       | 「ABEMA版あざとお悩み相談室」 森脇梨々夏                                            |                                                            |
| 79 （#18）     | 10月23日 | 片寄涼太・関口メンディー（GENERATIONS from EXILE TRIBE） ROLAND                       | 紺野彩夏 曽田陵介                      | | 「ABEMA版あざとお悩み相談室」 山口るあ                                              |                                                            |
| 80 （#19）     | 10月31日 | 眞栄田郷敦 ROLAND                                                                     |                                        | 藤吉夏鈴（櫻坂46） 新田桃子 高橋健介 木村慧人（FANTASTICS from EXILE TRIBE） 間島和奏                                              |                                                                                     |                                                            |
| 81 （-）       | 11月13日 | 堂本剛（KinKi Kids）                                                                  | 金子隼也 志田音々                      | |                                                                                     | ABEMA限定版は無し。                                        |
| 82 （#20）     | 11月20日 | 大泉洋 なこなこカップル                                                               |                                        | 藤吉夏鈴（櫻坂46） 新田桃子 高橋健介 木村慧人（FANTASTICS from EXILE TRIBE） 花山瑞貴 西垣匠 藤林泰也 青木瞭 花柳のぞみ 北澤舞悠   | 「ABEMA版あざとお悩み相談室」 山口るあ・やまげ                                      | ABEMA限定版は11月27日に放送。                              |
| 83 （#21）     | 12月4日  | 梨花 なこなこカップル                                                                 | 高橋璃央 村山彩希（AKB48）             | 藤吉夏鈴（櫻坂46） 新田桃子 木村慧人（FANTASTICS from EXILE TRIBE） 花山瑞貴 青木瞭 樫尾篤紀                                       |                                                                                     |                                                            |
| ― （#22）      | 12月10日 | なこなこカップル                                                                      |                                        | |                                                                                     | 本編は放送休止。                                           |
| 84 （#23）     | 12月17日 | 山田裕貴 なこなこカップル                                                             | 村山彩希（AKB48） 高橋璃央             | 藤吉夏鈴（櫻坂46） 新田桃子 北澤舞悠 古屋呂敏                                                                                      |                                                                                     |                                                            |
| 85             | 12月26日 | NAOTO・岩田剛典（三代目 J SOUL BROTHERS from EXILE TRIBE） 指原莉乃                   | 渡邉美穂 堀野内智                      | 藤吉夏鈴（櫻坂46） 新田桃子 高橋健介 花山瑞貴 青木瞭                                                                               |                                                                                     | 1時間SP                                                    |
| （#24）        | 12月26日 | 吉村崇（平成ノブシコブシ）・池田美優・渡邉美穂                                        | 貴島明日香 赤羽流河 渡邉美穂 堀野内智  | | 本編とは別に配信。                                                                  |                                                            |

| 回 （ABEMA版） | 放送日  | スタジオゲスト                                                                          | ミニドラマ出演者                                                                         | あざと連ドラ | その他出演者                                       | 備考                                            |
| -------------- | ------- | --------------------------------------------------------------------------------------- | ---------------------------------------------------------------------------------------- | --- | -------------------------------------------------- | ----------------------------------------------- |
| 86 （#25）     | 1月8日  | せいや（霜降り明星） イワクラ（蛙亭） なこなこカップル                                  | 鈴木ゆうか りゅうと                                                                      | |                                                    |                                                 |
| 87 （#26）     | 1月15日 | 京本大我（SixTONES） なこなこカップル                                                   | 村山彩希（AKB48）                                                                        | 藤吉夏鈴（櫻坂46） 新田桃子 木村慧人（FANTASTICS from EXILE TRIBE） 花山瑞貴 青木瞭 井上玲音（Juice=Juice） 毛利愛美                                                                      |                                                    | ABEMA版は通常版本編の代わりに#54の再放送。      |
| 88 （#27）     | 1月22日 | 重盛さと美 なこなこカップル                                                             | 村山彩希（AKB48） 高橋璃央                                                               | 藤吉夏鈴（櫻坂46） 新田桃子 木村慧人（FANTASTICS from EXILE TRIBE） 井上玲音（Juice=Juice） 堀海登 なごみ（なこなこカップル） 和田崇太郎                                                  |                                                    |                                                 |
| 89 （#28）     | 1月29日 | 川谷絵音・休日課長 池田美優・吉村崇（平成ノブシコブシ）                                 |                                                                                          | |                                                    |                                                 |
| 90 （#29）     | 2月5日  | 川村壱馬・吉野北人（THE RAMPAGE from EXILE TRIBE） 池田美優・吉村崇（平成ノブシコブシ） |                                                                                          | 藤吉夏鈴（櫻坂46） 木村慧人（FANTASTICS from EXILE TRIBE） 青木瞭 井上玲音（Juice=Juice）                                                                                                 |                                                    |                                                 |
| 91 （#30）     | 2月12日 | 松村沙友理 ROLAND                                                                       |                                                                                          | 藤吉夏鈴（櫻坂46） 新田桃子 高橋健介 木村慧人（FANTASTICS from EXILE TRIBE） 花山瑞貴 堀海登 井上玲音（Juice=Juice）                                                                      |                                                    |                                                 |
| 92 （#31）     | 2月19日 | ニューヨーク ROLAND                                                                     |                                                                                          | 藤吉夏鈴（櫻坂46） 新田桃子 木村慧人（FANTASTICS from EXILE TRIBE） 花山瑞貴 青木瞭 井上玲音（Juice=Juice）                                                                               |                                                    |                                                 |
| 93 （#32）     | 2月26日 | 永瀬廉（King & Prince） ROLAND                                                          | 星乃夢奈 百瀬拓実                                                                        | |                                                    | ABEMA版は通常版本編の代わりに#42の再放送。      |
| 94 （#33）     | 3月5日  | 大西流星・道枝駿佑・大橋和也（なにわ男子） ROLAND                                       |                                                                                          | 藤吉夏鈴（櫻坂46） 新田桃子 木村慧人（FANTASTICS from EXILE TRIBE） 花山瑞貴 青木瞭 井上玲音（Juice=Juice）                                                                               |                                                    | ABEMA版は通常版本編の代わりに#49の再放送。      |
| 95 （#34）     | 3月12日 | 白濱亜嵐・佐野玲於（GENERATIONS from EXILE TRIBE） あの                                 | 田中美久（HKT48） 美波 加藤ナナ                                                          | |                                                    |                                                 |
| 96 （#35）     | 3月19日 | 林遣都 あの                                                                             | 冴木柚葉 那須泰斗 MOMO（@onefive） 加藤ナナ 木田佳介                                     | |                                                    |                                                 |
| 97 （#36）     | 3月26日 | 白岩瑠姫・河野純喜・佐藤景瑚（JO1） あの                                                | 福田歩汰・大久保波留・平本健（DXTEEN） 田中美久（HKT48） 美波 小山璃奈 加藤ナナ 木田佳介 | |                                                    |                                                 |
| 98 （#37）     | 4月2日  | あの                                                                                    | りゅうと 鈴木ゆうか 加藤ナナ                                                             | |                                                    |                                                 |
| 99 （#38）     | 4月9日  | 紗栄子 あの                                                                             | 志田音々 金子隼也                                                                        | 樋口柚子 樋口日奈 川口ゆりな 神谷健太（THE RAMPAGE from EXILE TRIBE） 上地春奈 奥村優希 小林希大 岸田タツヤ 大谷凜香 雪平莉左 小野翔平                                                    |                                                    |                                                 |
| 100 （#39）    | 4月16日 | 間宮祥太朗 とうあ                                                                       |                                                                                          | 樋口柚子 樋口日奈 川口ゆりな 神谷健太（THE RAMPAGE from EXILE TRIBE） 奥村優希 小野翔平 立石晴香 佐藤元揮 わちみなみ                                                                      |                                                    |                                                 |
| 101            | 4月23日 | 松島聡（Sexy Zone）・白洲迅                                                             |                                                                                          | 樋口柚子 樋口日奈 川口ゆりな 神谷健太（THE RAMPAGE from EXILE TRIBE） 立石晴香 石崎日梨                                                                                                   |                                                    |                                                 |
| （#40）        | 4月23日 | とうあ                                                                                  |                                                                                          | | 本編とは別に配信。                                 |                                                 |
| 102 （#41）    | 4月30日 | 池田美優・NAOTO（三代目 J SOUL BROTHERS from EXILE TRIBE） とうあ                       |                                                                                          | 樋口柚子 樋口日奈 川口ゆりな 神谷健太（THE RAMPAGE from EXILE TRIBE） 立石晴香 石崎日梨 豆原一成（JO1） 杏ジュリア（超ときめき♡宣伝部） 野村康太 木村伊吹（Team Mecury From Zero PLANET） |                                                    |                                                 |
| 103 （#42）    | 5月7日  | 工藤大輝・大野雄大・花村想太（Da-iCE） とうあ                                           |                                                                                          | 樋口柚子 樋口日奈 川口ゆりな 豆原一成（JO1） 杏ジュリア（超ときめき♡宣伝部） 野村康太 のせりん                                                                                            |                                                    |                                                 |
| 104            | 5月14日 | 浮所飛貴・那須雄登（美 少年）                                                           |                                                                                          | 樋口柚子 樋口日奈 川口ゆりな 豆原一成（JO1） 雪平莉左 大谷凜香 福山絢水 |                                                    |                                                 |
| 105 （#43）    | 5月21日 | 藤牧京介・池﨑理人・後藤威尊（INI） とうあ                                              |                                                                                          | 樋口柚子 樋口日奈 川口ゆりな 小野翔平 雪平莉左 大谷凜香 吉田莉々加 園田あいか 小黒直樹 嶋佐和也（ニューヨーク） たかし（トレンディエンジェル） 吉本大（ダイタク）                         |                                                    |                                                 |
| 106            | 5月28日 | 井ノ原快彦・深川麻衣                                                                    |                                                                                          | 樋口日奈 小野翔平 |                                                    |                                                 |
| （#44）        | 5月28日 | あの                                                                                    | 森香澄 栗原航大                                                                          | | 本編とは別に配信。                                 |                                                 |
| 107 （#45）    | 6月4日  | ヨンア あの                                                                             | 森香澄 栗原航大                                                                          | 樋口柚子 樋口日奈 小野翔平 小林希大 奥村優希 佐藤菜奈子 |                                                    |                                                 |
| 108            | 6月11日 | 田中樹（SixTONES）                                                                      |                                                                                          | 樋口柚子 樋口日奈 川口ゆりな 小林希大 小野翔平 豆原一成（JO1） |                                                    |                                                 |
| （#46）        | 6月11日 | あの                                                                                    | 森香澄                                                                                   | | 本編とは別に配信。                                 |                                                 |
| 109 （#47）    | 6月18日 | 藤本美貴 あの                                                                           | 冴木柚葉 那須泰斗 栗原航大 森香澄                                                        | |                                                    |                                                 |
| 110 （#48）    | 6月25日 | 北村匠海 あの                                                                           | 川添野愛 太田駿静（OCTPATH） 栗原航大 森香澄                                             | |                                                    |                                                 |
| SP             | 6月30日 | 松下洸平・あの                                                                          | （歴代最強あざとテクSP）                                                                 | （歴代最強あざとテクSP） | （歴代最強あざとテクSP）                           | 1時間SPとして金曜日の23時15分 - 0時15分に放送。 |
| 111            | 7月2日  | えなこ                                                                                  | 太田駿静（OCTPATH） 井口綾子                                                             | |                                                    |                                                 |
| 112            | 7月9日  | 宮近海斗・松田元太（Travis Japan）                                                      | 桜井玲香 山下幸輝                                                                        | |                                                    |                                                 |
| 113            | 7月16日 | IKKO                                                                                    | 福田愛依 林カラス 八条院蔵人                                                             | |                                                    |                                                 |
| 114            | 7月30日 | 松村北斗（SixTONES）                                                                    |                                                                                          | 守屋茜 上西星来 岡谷瞳 古屋呂敏 |                                                    |                                                 |
| 115            | 8月6日  | 鈴木愛理                                                                                |                                                                                          | 守屋茜 上西星来 岡谷瞳 古屋呂敏 真奈 花沢将人 |                                                    |                                                 |
| 116            | 8月20日 | 秋元真夏                                                                                |                                                                                          | 守屋茜 上西星来 岡谷瞳 花沢将人 福田歩汰（DXTEEN） 吉開一生 内藤秀一郎 |                                                    |                                                 |
| 117            | 8月27日 | EXILE TAKAHIRO                                                                          |                                                                                          | 守屋茜 内藤秀一郎 大関れいか 堀口紗奈 都丸紗也華 窪真理チャカローズ |                                                    |                                                 |
| 118            | 9月3日  | 後藤真希                                                                                |                                                                                          | 守屋茜 上西星来 岡谷瞳 古屋呂敏 花沢将人 藤咲凪 |                                                    |                                                 |
| 119            | 9月10日 | 新木優子 岩田剛典（三代目 J SOUL BROTHERS from EXILE TRIBE）                            |                                                                                          | 守屋茜 上西星来 岡谷瞳 花沢将人 藤咲凪 |                                                    |                                                 |
| 120            | 9月17日 | 指原莉乃                                                                                | 鈴木瞳美（≠ME） 内田裕大                                                                 | |                                                    |                                                 |
| 121            | 9月24日 | 田中みな実＆弘中綾香 勇退!! 「名言＆迷言」アワード                                      | 田中みな実＆弘中綾香 勇退!! 「名言＆迷言」アワード                                       | 田中みな実＆弘中綾香 勇退!! 「名言＆迷言」アワード | 田中みな実＆弘中綾香 勇退!! 「名言＆迷言」アワード |                                                 |

#### 金曜深夜時代
| 回  | 放送日   | スタジオゲスト                                                                        | ミニドラマ出演者                                                 | あざと連ドラ                                                     | その他出演者                                                                             | 備考                                     |
| --- | -------- | ------------------------------------------------------------------------------------- | ---------------------------------------------------------------- | ---------------------------------------------------------------- | ---------------------------------------------------------------------------------------- | ---------------------------------------- |
| 122 | 10月6日  | 松下洸平 あの                                                                         | 宮崎あみさ（Mystear） 鈴々木響                                   |                                                                  |                                                                                          |                                          |
| 123 | 10月13日 | 田村保乃・守屋麗奈（櫻坂46）                                                          | 宮崎あみさ（Mystear） 鈴々木響 中﨑花音（Merci Merci）           |                                                                  |                                                                                          |                                          |
| 124 | 10月20日 | 尾崎匠海・田島将吾・松田迅（INI）                                                     | 石崎日梨 神仙龍之介                                              |                                                                  |                                                                                          |                                          |
| 125 | 10月27日 | 大久保佳代子 ゆうちゃみ                                                               | 奥仲麻琴 市川知宏 なつか 岡田蓮                                  |                                                                  |                                                                                          |                                          |
| 126 | 11月3日  | 藤本美貴                                                                              | 小栗有以（AKB48） バンダリ亜砂也                                 |                                                                  |                                                                                          |                                          |
| 127 | 11月10日 | 佐藤大樹・澤本夏輝（FANTASTICS from EXILE TRIBE）                                     | 平野宏周 白間美瑠                                                |                                                                  |                                                                                          |                                          |
| 128 | 11月17日 | 松村沙友理 池田美優                                                                   | 藤江萌 大倉空人（原因は自分にある。） 今井竜太郎                 |                                                                  |                                                                                          |                                          |
| 129 | 11月24日 | 小森隼・片寄涼太（GENERATIONS from EXILE TRIBE）                                      |                                                                  | 大久保桜子 森日菜美 柊太朗 戸塚有輝 新原泰佑 楠木拓朗 古田愛理   |                                                                                          |                                          |
| 130 | 12月1日  | 野村周平                                                                              |                                                                  | 大久保桜子 森日菜美 柊太朗 戸塚有輝 新原泰佑 水野舞菜            |                                                                                          |                                          |
| 131 | 12月8日  | 宇野実彩子（AAA） 藤田ニコル                                                          |                                                                  | 大久保桜子 森日菜美 柊太朗 戸塚有輝 楠木拓朗 古田愛理            |                                                                                          |                                          |
| 132 | 12月15日 | 深澤辰哉（Snow Man）                                                                  |                                                                  | 大久保桜子 森日菜美 戸塚有輝 新原泰佑 橋本桃呼（高嶺のなでしこ） |                                                                                          |                                          |
| 133 | 12月22日 | 野呂佳代 ハシヤスメ・アツコ                                                           |                                                                  | 大久保桜子 森日菜美 柊太朗 戸塚有輝 新原泰佑                     |                                                                                          |                                          |
| SP  | 12月31日 | 藤本美貴 池田美優 藤田ニコル 丸山礼 小泉孝太郎 綾野剛 溝端淳平 板垣李光人 武井咲 IKKO | 小宮璃央 松川星 八木将康 中田花奈 岩﨑大昇（美 少年） 高崎かなみ |                                                                  | 鈴鹿央士 間宮祥太朗 槙野智章 松下洸平 川谷絵音 井上咲楽 パース・ナクン 西川潤 戸谷菊之介 | 年越し1時間半SP テレビ朝日系列で全国放送 |

| 回  | 放送日   | スタジオゲスト                                            | ミニドラマ出演者                                                                      | あざと連ドラ                                                                                            | その他出演者                                                                                             | 備考                                                                                |
| --- | -------- | --------------------------------------------------------- | ------------------------------------------------------------------------------------- | --- | --- | ----------------------------------------------------------------------------------- |
| 134 | 1月12日  | 岩本照（Snow Man） 白石麻衣                               |                                                                                       | 大久保桜子 森日菜美 柊太朗 楠木拓朗 古田愛理 市川知宏                                                   | |                                                                                     |
| 135 | 1月19日  | 西川貴教 森崎ウィン                                       |                                                                                       | 大久保桜子 森日菜美 柊太朗 楠木拓朗 古田愛理 市川知宏 水野舞菜                                          | |                                                                                     |
| 136 | 1月26日  | ジフン、ハルト（TREASURE）                                |                                                                                       | 大久保桜子 森日菜美 柊太朗 戸塚有輝 市川知宏                                                            | |                                                                                     |
| 137 | 2月2日   | 高岡早紀                                                  |                                                                                       | 大久保桜子 森日菜美 柊太朗 新原泰佑 楠木拓朗 古田愛理 市川知宏 水野舞菜 須藤茉麻                        | |                                                                                     |
| 138 | 2月9日   | 松村北斗（SixTONES）                                      |                                                                                       | 大久保桜子 森日菜美 柊太朗 新原泰佑 市川知宏                                                            | |                                                                                     |
| 139 | 2月16日  | 道枝駿佑（なにわ男子）                                    | 新野尾七奈 中山翔貴                                                                   | | |                                                                                     |
| 140 | 2月23日  | 津田健次郎 明日海りお                                     | 山田愛奈 渋江譲二 米村知希 舞良                                                       | | |                                                                                     |
| 141 | 3月1日   | 森香澄 山添寛（相席スタート）                             | 福岡みなみ 久木田菜々夏（衛星とカラテア） あいさ 稲場愛香 北野日奈子                  | | |                                                                                     |
| 142 | 3月8日   | 鈴鹿央士                                                  | 栄莉弥 宮澤佐江 星乃夢奈 百瀬拓実 斉藤里奈                                            | | |                                                                                     |
| 143 | 3月15日  | FANTASTICS from EXILE TRIBE                               | 木村葉月 井澤巧麻 桜田螢 斉藤里奈 中原海都                                            | | |                                                                                     |
| 144 | 3月22日  | EXILE TAKAHIRO                                            | 阿部なつき 定本楓馬                                                                   | | |                                                                                     |
| SP  | 3月29日  | 豪華ゲストたちのベスト神回ランキング!!                    | 豪華ゲストたちのベスト神回ランキング!!                                                | 豪華ゲストたちのベスト神回ランキング!!                                                                  | 豪華ゲストたちのベスト神回ランキング!!                                                                   |                                                                                     |
| SP  | 3月30日  | 藤本美貴 大西流星・大橋和也（なにわ男子）                 | 松川星 高橋璃央 畑美紗起 島村龍乃介                                                   | | | 土曜23時30分 - 0時にテレビ朝日系列で全国放送。 系列外の日本海テレビでは4/28に放送。 |
| 145 | 4月5日   | 佐野雄大・西洸人（INI）                                   | 青羽里奈 畑美紗起 島村龍乃介 勝田彩月 島村みやこ 松川星 高橋璃央 斉藤里奈             | | |                                                                                     |
| 146 | 4月12日  | 本田翼                                                    | いずみかわみほ 鈴木絢音 黄地裕樹 澤田大樹                                             | | |                                                                                     |
| 147 | 4月19日  | 藤本美貴 松田元太（Travis Japan）                         |                                                                                       | 田中洸希（SUPER★DRAGON） 長田成哉 佐藤璃果（乃木坂46） 三原羽衣                                         | |                                                                                     |
| 148 | 4月26日  | 白岩瑠姫・與那城奨（JO1）                                 |                                                                                       | 田中洸希（SUPER★DRAGON） 長田成哉 佐藤璃果（乃木坂46） 三原羽衣 櫻井優衣（FRUITS ZIPPER）               | |                                                                                     |
| 149 | 5月3日   | 久保田かずのぶ（とろサーモン） ひめか                     |                                                                                       | 田中洸希（SUPER★DRAGON） 長田成哉 佐藤璃果（乃木坂46） 三原羽衣 櫻井優衣（FRUITS ZIPPER） 松村キサラ    | |                                                                                     |
| 150 | 5月10日  | 山本舞香 一ノ瀬颯                                         |                                                                                       | 田中洸希（SUPER★DRAGON） 長田成哉 佐藤璃果（乃木坂46） 三原羽衣 櫻井優衣（FRUITS ZIPPER） 鈴木志遠 新唯 | |                                                                                     |
| 151 | 5月17日  | あの                                                      |                                                                                       | 田中洸希（SUPER★DRAGON） 長田成哉 佐藤璃果（乃木坂46） 櫻井優衣（FRUITS ZIPPER） 鈴木志遠               | |                                                                                     |
| 152 | 5月24日  | 狩野英孝 小宮浩信（三四郎）                               |                                                                                       | 田中洸希（SUPER★DRAGON） 佐藤璃果（乃木坂46） 三原羽衣 櫻井優衣（FRUITS ZIPPER） 鈴木志遠               | |                                                                                     |
| 153 | 5月31日  | 大西流星（なにわ男子）                                    |                                                                                       | 田中洸希（SUPER★DRAGON） 長田成哉 佐藤璃果（乃木坂46） 櫻井優衣（FRUITS ZIPPER）                        | |                                                                                     |
| 154 | 6月7日   | 松本まりか 上杉柊平                                       |                                                                                       | 田中洸希（SUPER★DRAGON） 長田成哉 佐藤璃果（乃木坂46） 櫻井優衣（FRUITS ZIPPER） 鈴木志遠               | |                                                                                     |
| 155 | 6月14日  | ベッキー                                                  |                                                                                       | 田中洸希（SUPER★DRAGON） 長田成哉 佐藤璃果（乃木坂46） 櫻井優衣（FRUITS ZIPPER） 鈴木志遠               | |                                                                                     |
| 156 | 6月21日  | 吉村崇（平成ノブシコブシ） 松村沙友理                     |                                                                                       | 田中洸希（SUPER★DRAGON） 長田成哉 佐藤璃果（乃木坂46） 櫻井優衣（FRUITS ZIPPER） 鈴木志遠               | |                                                                                     |
| 157 | 6月28日  | 指原莉乃                                                  |                                                                                       | 田中洸希（SUPER★DRAGON） 佐藤璃果（乃木坂46） 櫻井優衣（FRUITS ZIPPER） 鈴木志遠                        | |                                                                                     |
| 158 | 7月5日   | 田中樹（SixTONES）                                        | 中村嶺亜（7 MEN 侍） 清井咲希                                                         | | |                                                                                     |
| 159 | 7月12日  | 飯沼愛 八木勇征（FANTASTICS from EXILE TRIBE）            | 林芽亜里 鬼倉龍大                                                                     | | |                                                                                     |
| 160 | 7月19日  | ベッキー 須田亜香里 KEY（SHINee）                         |                                                                                       | | |                                                                                     |
| 161 | 7月26日  | 高橋メアリージュン                                        | 坂東希 高橋健介 正木航平                                                              | | |                                                                                     |
| 162 | 8月2日   | 大倉忠義（SUPER EIGHT）                                   | 樫尾篤紀 芦原優愛                                                                     | | |                                                                                     |
| 163 | 8月9日   | 森香澄 久保田かずのぶ（とろサーモン）                     | 青羽里奈 平井亜門 稲場愛香                                                            | | |                                                                                     |
| 164 | 8月16日  | 三上悠亜 芝大輔（モグライダー）                           | 倉野尾成美（AKB48） 金子隼也                                                          | | |                                                                                     |
| 165 | 8月23日  | 三宅健                                                    | 斉藤里奈 桜田螢 小西貴大 堀未央奈 鈴木絢音 黄地裕樹 石崎日梨 神仙龍之介 米村知希 舞良 | | |                                                                                     |
| 166 | 8月30日  | 藤本美貴 EXILE TAKAHIRO                                   |                                                                                       | | |                                                                                     |
| 167 | 9月6日   | 間宮祥太朗                                                | 三輪晴香 佐藤瑠雅                                                                     | | |                                                                                     |
| 168 | 9月13日  | 濵田崇裕・神山智洋（WEST.）                               |                                                                                       | | 浮所飛貴（美 少年） 那須雄登（美 少年） 阿達慶 千井野空翔 河合郁人 橋本涼（HiHi Jets） タイムマシーン3号 |                                                                                     |
| 169 | 9月20日  | 浮所飛貴・那須雄登（美 少年）                             | 愛甲ひかり のせりん 石崎愛茉                                                          | | |                                                                                     |
| 170 | 9月27日  | 指原莉乃                                                  |                                                                                       | | 小嶋陽菜 久保姫菜乃（AKB48） 向井地美音（AKB48）                                                         |                                                                                     |
| 171 | 10月4日  | 藤本美貴 EXILE TAKAHIRO                                   |                                                                                       | | |                                                                                     |
| 172 | 10月11日 | 松田元太・七五三掛龍也（Travis Japan）                    | 中嶋桃花 藤井直樹（美 少年） 太田駿静（OCTPATH） 井口綾子                             | | |                                                                                     |
| 173 | 10月18日 | なえなの マユリカ                                         | 川﨑帆々花 村田凪 石崎愛茉 熊谷江里子                                                 | | |                                                                                     |
| 174 | 10月25日 | 水原希子                                                  |                                                                                       | | |                                                                                     |
| 175 | 11月1日  | 谷まりあ NAOTO（三代目 J SOUL BROTHERS from EXILE TRIBE） | せきぐちりさ 山田健登 小方蒼介                                                        | | |                                                                                     |
| 176 | 11月8日  | 中島健人                                                  |                                                                                       | 小栗有以（AKB48） 横山莉華 小島健（Aぇ! group） 曽野舜太（M!LK） 松井大奈 ひょうろく                    | |                                                                                     |
| 177 | 11月15日 | 吉野北人・陣（THE RAMPAGE from EXILE TRIBE）              |                                                                                       | 小栗有以（AKB48） 横山莉華 小島健（Aぇ! group） 曽野舜太（M!LK）                                        | |                                                                                     |
| 178 | 11月22日 | 溝端淳平 クロちゃん                                       |                                                                                       | 小栗有以（AKB48） 横山莉華 小島健（Aぇ! group） 曽野舜太（M!LK） 松井大奈                               | |                                                                                     |
| 179 | 11月29日 | 梨花 松村沙友理                                           |                                                                                       | 小栗有以（AKB48） 横山莉華 小島健（Aぇ! group） 曽野舜太（M!LK） 松井大奈                               | |                                                                                     |
| 180 | 12月6日  | 河合郁人 丸山桂里奈                                       |                                                                                       | 小栗有以（AKB48） 横山莉華 小島健（Aぇ! group） 曽野舜太（M!LK） 簡秀吉                                 | |                                                                                     |
| 181 | 12月13日 | 宇野実彩子（AAA） 中村嶺亜（7 MEN 侍）                    |                                                                                       | 小栗有以（AKB48） 横山莉華 小島健（Aぇ! group） 簡秀吉                                                  | |                                                                                     |
| 182 | 12月20日 | 宮近海斗・松倉海斗（Travis Japan）                        |                                                                                       | 小栗有以（AKB48） 横山莉華 小島健（Aぇ! group） 曽野舜太（M!LK）                                        | |                                                                                     |

| 回  | 放送日  | スタジオゲスト                                       | ミニドラマ出演者                                             | あざと連ドラ                                                             | その他出演者                                 | 備考                                    |
| --- | ------- | ---------------------------------------------------- | ------------------------------------------------------------ | ------------------------------------------------------------------------ | -------------------------------------------- | --------------------------------------- |
| SP  | 1月17日 | MCや視聴者の記憶に残ったベスト神回                   | MCや視聴者の記憶に残ったベスト神回                           | MCや視聴者の記憶に残ったベスト神回                                       | MCや視聴者の記憶に残ったベスト神回           | #122の振り返り放送                      |
| SP  | 1月24日 | MCや視聴者の記憶に残ったベスト神回                   | MCや視聴者の記憶に残ったベスト神回                           | MCや視聴者の記憶に残ったベスト神回                                       | MCや視聴者の記憶に残ったベスト神回           | #126の振り返り放送                      |
| SP  | 1月31日 | MCや視聴者の記憶に残ったベスト神回                   | MCや視聴者の記憶に残ったベスト神回                           | MCや視聴者の記憶に残ったベスト神回                                       | MCや視聴者の記憶に残ったベスト神回           | #158の振り返り放送                      |
| SP  | 2月7日  | MCや視聴者の記憶に残ったベスト神回                   | MCや視聴者の記憶に残ったベスト神回                           | MCや視聴者の記憶に残ったベスト神回                                       | MCや視聴者の記憶に残ったベスト神回           | #170の振り返り放送                      |
| SP  | 2月14日 | MCや視聴者の記憶に残ったベスト神回                   | MCや視聴者の記憶に残ったベスト神回                           | MCや視聴者の記憶に残ったベスト神回                                       | MCや視聴者の記憶に残ったベスト神回           | #172の振り返り放送                      |
| SP  | 2月21日 | MCや視聴者の記憶に残ったベスト神回                   | MCや視聴者の記憶に残ったベスト神回                           | MCや視聴者の記憶に残ったベスト神回                                       | MCや視聴者の記憶に残ったベスト神回           | #159の振り返り放送                      |
| SP  | 2月28日 | MCや視聴者の記憶に残ったベスト神回                   | MCや視聴者の記憶に残ったベスト神回                           | MCや視聴者の記憶に残ったベスト神回                                       | MCや視聴者の記憶に残ったベスト神回           | #162の振り返り放送                      |
| SP  | 3月7日  | MCや視聴者の記憶に残ったベスト神回                   | MCや視聴者の記憶に残ったベスト神回                           | MCや視聴者の記憶に残ったベスト神回                                       | MCや視聴者の記憶に残ったベスト神回           | #139の振り返り放送                      |
| SP  | 3月14日 | MCや視聴者の記憶に残ったベスト神回                   | MCや視聴者の記憶に残ったベスト神回                           | MCや視聴者の記憶に残ったベスト神回                                       | MCや視聴者の記憶に残ったベスト神回           | #175の振り返り放送                      |
| 183 | 3月21日 | 高地優吾（SixTONES） 大西流星（なにわ男子） 弘中綾香 |                                                              |                                                                          |                                              | 「僕のあざとい元カノ」ドラマ鑑賞延長戦  |
| 184 | 3月28日 | 萩原利久 荒川（エルフ）                              | 西田汐里（BEYOOOOONDS） 島津見 詩生                          |                                                                          |                                              |                                         |
| 185 | 4月4日  | 長濱ねる 熊元プロレス（紅しょうが）                  | 夏川アサ 藤田万里奈                                          |                                                                          |                                              |                                         |
| 186 | 4月11日 | 井上瑞稀・中村嶺亜（KEY TO LIT） 丸山桂里奈          | 綾瀬ことり（Rain Tree） 田中学人                             |                                                                          |                                              |                                         |
| 187 | 4月18日 | 那須雄登・作間龍斗（ACEes） 畑芽育                   | 入江美沙希 向井怜衣 亜莉                                     |                                                                          |                                              |                                         |
| 188 | 4月25日 | ヒコロヒー 稲田美紀（紅しょうが）                    | 西川俊介 譜久村聖 青木健                                     |                                                                          |                                              |                                         |
| 189 | 5月2日  | あの 新山（さや香）                                  | かとゆり 木村魁希                                            |                                                                          |                                              |                                         |
| 190 | 5月9日  | 丸山隆平（SUPER EIGHT）                              | 兼清萌々香 島村雄大                                          |                                                                          | 休日課長 LICCA 折田涼夏 ぼいんでぃまおちゅう |                                         |
| 191 | 5月16日 | 若槻千夏 三上悠亜                                    |                                                              |                                                                          |                                              |                                         |
| 192 | 5月23日 | 谷まりあ 宮田俊哉（Kis-My-Ft2）                      | 早川渚紗 藤井直樹                                            |                                                                          |                                              |                                         |
| 193 | 5月30日 | 豆原一成（JO1） 池﨑理人（INI）                      | 田中笑太郎（DXTEEN） 高梨優佳 藤ゆりな（HUNNY BEE） 小黒直樹 |                                                                          |                                              |                                         |
| 194 | 6月6日  | 藤本美貴 松村沙友理                                  |                                                              | chay 大松絵美 西野実見 亜莉 小野塚勇人 渡邉大器 新山（さや香）           |                                              |                                         |
| 195 | 6月13日 | 中川安奈 EXILE TAKAHIRO                              |                                                              | chay 大松絵美 西野実見 亜莉 小野塚勇人 渡邉大器                          |                                              |                                         |
| 196 | 6月20日 | 村重杏奈 本多大夢・浜川路己（ROIROM）                |                                                              | chay 大松絵美 西野実見 亜莉 小野塚勇人 渡邉大器 市川美織 佐藤元揮        |                                              |                                         |
| 197 | 6月27日 | 柏木由紀 クロちゃん 池田直人（レインボー）           |                                                              | chay 大松絵美 西野実見 亜莉 小野塚勇人 上野勇希                          |                                              |                                         |
| SP  | 6月28日 | 藤本美貴 中川安奈 三上悠亜 稲田美紀（紅しょうが）    |                                                              | chay 大松絵美 西野実見 亜莉 小野塚勇人 渡邉大器 上野勇希 新山（さや香）  |                                              | 1時間SPとして土曜23時00分 - 0時に放送。 |
| 198 | 7月4日  | 野村康太 梨花                                        |                                                              | chay 大松絵美 西野実見 亜莉 小野塚勇人 渡邉大器 新山千春 大原梓 新山もあ |                                              |                                         |
| 199 | 7月11日 | 若槻千夏 城田優                                      |                                                              | chay 大松絵美 西野実見 亜莉 小野塚勇人 渡邉大器                          |                                              |                                         |
| 200 | 7月18日 | 森香澄                                               | 中村静香 杏ジュリア（超ときめき♡宣伝部）                     |                                                                          |                                              |                                         |
| 201 | 7月25日 | 渡辺翔太（Snow Man）                                 | さかたりさ 橋本涼（B&ZAI）                                   |                                                                          |                                              |                                         |
| 202 | 8月8日  | 友近 YOU                                             |                                                              |                                                                          |                                              |                                         |
| 203 | 8月15日 | 佐藤龍我・深田竜生（ACEes）                          | 菜那セシル 小幡海潤                                          |                                                                          |                                              |                                         |

### ABEMA限定 あざと連ドラ
| 回 | 配信日  | スタジオゲスト                        | ドラマタイトル         | メインキャスト                                          | 備考 |
| -- | ------- | ------------------------------------- | ---------------------- | ------------------------------------------------------- | ---- |
| 1  | 5月30日 | DJ松永（Creepy Nuts） 池田美優 丸山礼 | あざとい女のマイルール | 桜井玲香 川津明日香 黒田昊夢 渋江譲二 織田奈那 永田崇人 |      |

## ネット局

### レギュラー放送
土曜時代
| 放送対象地域   | 放送局                       | 系列                                         | 放送期間                       | 放送時間                     | ネット状況                   |
| -------------- | ---------------------------- | -------------------------------------------- | ------------------------------ | ---------------------------- | ---------------------------- |
| 関東広域圏     | テレビ朝日（EX）             | テレビ朝日系列                               | 2020年10月10日 - 2022年3月19日 | 土曜 21:55 - 22:25           | 制作局                       |
| 北海道         | 北海道テレビ（HTB）          | テレビ朝日系列                               | 2020年10月10日 - 2022年3月19日 | 土曜 21:55 - 22:25           | 同時フルネット               |
| 青森県         | 青森朝日放送（ABA）          | テレビ朝日系列                               | 2020年10月10日 - 2022年3月19日 | 土曜 21:55 - 22:25           | 同時フルネット               |
| 岩手県         | 岩手朝日テレビ（IAT）        | テレビ朝日系列                               | 2020年10月10日 - 2022年3月19日 | 土曜 21:55 - 22:25           | 同時フルネット               |
| 宮城県         | 東日本放送（khb）            | テレビ朝日系列                               | 2020年10月10日 - 2022年3月19日 | 土曜 21:55 - 22:25           | 同時フルネット               |
| 秋田県         | 秋田朝日放送（AAB）          | テレビ朝日系列                               | 2020年10月10日 - 2022年3月19日 | 土曜 21:55 - 22:25           | 同時フルネット               |
| 山形県         | 山形テレビ（YTS）            | テレビ朝日系列                               | 2020年10月10日 - 2022年3月19日 | 土曜 21:55 - 22:25           | 同時フルネット               |
| 福島県         | 福島放送（KFB）              | テレビ朝日系列                               | 2020年10月10日 - 2022年3月19日 | 土曜 21:55 - 22:25           | 同時フルネット               |
| 新潟県         | 新潟テレビ21（UX）           | テレビ朝日系列                               | 2020年10月10日 - 2022年3月19日 | 土曜 21:55 - 22:25           | 同時フルネット               |
| 長野県         | 長野朝日放送（abn）          | テレビ朝日系列                               | 2020年10月10日 - 2022年3月19日 | 土曜 21:55 - 22:25           | 同時フルネット               |
| 静岡県         | 静岡朝日テレビ（SATV）       | テレビ朝日系列                               | 2020年10月10日 - 2022年3月19日 | 土曜 21:55 - 22:25           | 同時フルネット               |
| 石川県         | 北陸朝日放送（HAB）          | テレビ朝日系列                               | 2020年10月10日 - 2022年3月19日 | 土曜 21:55 - 22:25           | 同時フルネット               |
| 中京広域圏     | 名古屋テレビ（メ〜テレ/NBN） | テレビ朝日系列                               | 2020年10月10日 - 2022年3月19日 | 土曜 21:55 - 22:25           | 同時フルネット               |
| 近畿広域圏     | 朝日放送テレビ（ABC TV）     | テレビ朝日系列                               | 2020年10月10日 - 2022年3月19日 | 土曜 21:55 - 22:25           | 同時フルネット               |
| 広島県         | 広島ホームテレビ（HOME）     | テレビ朝日系列                               | 2020年10月10日 - 2022年3月19日 | 土曜 21:55 - 22:25           | 同時フルネット               |
| 山口県         | 山口朝日放送（yab）          | テレビ朝日系列                               | 2020年10月10日 - 2022年3月19日 | 土曜 21:55 - 22:25           | 同時フルネット               |
| 香川県・岡山県 | 瀬戸内海放送（KSB）          | テレビ朝日系列                               | 2020年10月10日 - 2022年3月19日 | 土曜 21:55 - 22:25           | 同時フルネット               |
| 愛媛県         | 愛媛朝日テレビ（eat）        | テレビ朝日系列                               | 2020年10月10日 - 2022年3月19日 | 土曜 21:55 - 22:25           | 同時フルネット               |
| 福岡県         | 九州朝日放送（KBC）          | テレビ朝日系列                               | 2020年10月10日 - 2022年3月19日 | 土曜 21:55 - 22:25           | 同時フルネット               |
| 熊本県         | 熊本朝日放送（KAB）          | テレビ朝日系列                               | 2020年10月10日 - 2022年3月19日 | 土曜 21:55 - 22:25           | 同時フルネット               |
| 大分県         | 大分朝日放送（OAB）          | テレビ朝日系列                               | 2020年10月10日 - 2022年3月19日 | 土曜 21:55 - 22:25           | 同時フルネット               |
| 鹿児島県       | 鹿児島放送（KKB）            | テレビ朝日系列                               | 2020年10月10日 - 2022年3月19日 | 土曜 21:55 - 22:25           | 同時フルネット               |
| 沖縄県         | 琉球朝日放送（QAB）          | テレビ朝日系列                               | 2020年10月10日 - 2022年3月19日 | 土曜 21:55 - 22:25           | 同時フルネット               |
| 長崎県         | 長崎文化放送（ncc）          | テレビ朝日系列                               | 2020年10月10日 - 2022年3月19日 | 土曜 22:00 - 22:25           | 同時ネット （22:00飛び乗り） |
| 鳥取県・島根県 | 日本海テレビ（NKT）          | 日本テレビ系列                               | 2020年11月5日 - 不明           | 木曜 1:00 - 1:30（水曜深夜） | 遅れネット                   |
| 富山県         | チューリップテレビ（TUT）    | TBS系列                                      | 2020年12月11日 - 不明          | 金曜 1:07 - 1:37（木曜深夜） | 遅れネット                   |
| 宮崎県         | テレビ宮崎（UMK）            | フジテレビ系列 日本テレビ系列 テレビ朝日系列 | 2021年1月8日 - 不明            | 金曜10:51 - 11:20            | 遅れネット                   |

日曜時
| 放送対象地域   | 放送局                       | 系列                                         | 放送期間                       | 注記 | 放送時間                     | ネット状況 |
| -------------- | ---------------------------- | -------------------------------------------- | ------------------------------ | ---- | ---------------------------- | ---------- |
| 関東広域圏     | テレビ朝日（EX）             | テレビ朝日系列                               | 2022年4月3日 - 2023年9月24日   | 継   | 日曜 23:55 - 翌0:25          | 制作局     |
| 青森県         | 青森朝日放送（ABA）          | テレビ朝日系列                               | 2022年4月3日 - 2023年9月24日   | 継   | 日曜 23:55 - 翌0:25          | 同時ネット |
| 秋田県         | 秋田朝日放送（AAB）          | テレビ朝日系列                               | 2022年4月3日 - 2023年9月24日   | 終   | 日曜 23:55 - 翌0:25          | 同時ネット |
| 山形県         | 山形テレビ（YTS）            | テレビ朝日系列                               | 2022年4月3日 - 2023年9月24日   | 終   | 日曜 23:55 - 翌0:25          | 同時ネット |
| 福島県         | 福島放送（KFB）              | テレビ朝日系列                               | 2022年4月3日 - 2023年9月24日   | 終   | 日曜 23:55 - 翌0:25          | 同時ネット |
| 新潟県         | 新潟テレビ21（UX）           | テレビ朝日系列                               | 2022年4月3日 - 2023年9月24日   | 再   | 日曜 23:55 - 翌0:25          | 同時ネット |
| 長野県         | 長野朝日放送（abn）          | テレビ朝日系列                               | 2022年4月3日 - 2023年9月24日   | 継   | 日曜 23:55 - 翌0:25          | 同時ネット |
| 静岡県         | 静岡朝日テレビ（SATV）       | テレビ朝日系列                               | 2022年4月10日 - 2023年9月24日  | 継   | 日曜 23:55 - 翌0:25          | 同時ネット |
| 熊本県         | 熊本朝日放送（KAB）          | テレビ朝日系列                               | 2022年4月3日 - 2023年9月24日   | 再   | 日曜 23:55 - 翌0:25          | 同時ネット |
| 福岡県         | 九州朝日放送（KBC）          | テレビ朝日系列                               | 2022年4月3日 - 2023年9月24日   | 継   | 月曜 0:25-0:55（日曜深夜）   | 30分時差   |
| 岩手県         | 岩手朝日テレビ（IAT）        | テレビ朝日系列                               | 2022年4月4日 - 2023年9月25日   | 継   | 火曜 0:50 - 1:20（月曜深夜） | 遅れネット |
| 近畿広域圏     | 朝日放送テレビ（ABC TV）     | テレビ朝日系列                               | 2022年4月10日 - 2023年9月25日  | 継   | 月曜 1:25 - 1:55（日曜深夜） | 遅れネット |
| 香川県・岡山県 | 瀬戸内海放送（KSB）          | テレビ朝日系列                               | 2022年4月18日 - 2023年10月23日 | 継   | 日曜 0:25 - 0:55（土曜深夜） | 遅れネット |
| 沖縄県         | 琉球朝日放送（QAB）          | テレビ朝日系列                               | 2022年4月18日 - 2024年1月21日  | 終   | 日曜 0:00 - 0:30（土曜深夜） | 遅れネット |
| 山口県         | 山口朝日放送（yab）          | テレビ朝日系列                               | 2022年4月21日 -                | 再   | 木曜 0:45 - 1:15（水曜深夜） | 遅れネット |
| 中京広域圏     | 名古屋テレビ（メ〜テレ/NBN） | テレビ朝日系列                               | 2022年5月13日 - 2023年12月25日 | 継   | 月曜 0:25 - 0:57（日曜深夜） | 遅れネット |
| 宮城県         | 東日本放送（khb）            | テレビ朝日系列                               | 2022年7月10日 - 2024年1月14日  | 終   | 日曜 0:00 - 0:30（土曜深夜） | 遅れネット |
| 長崎県         | 長崎文化放送（ncc）          | テレビ朝日系列                               | 不明                           | 終   | 月曜 0:25-0:55（日曜深夜）   | 遅れネット |
| 宮崎県         | テレビ宮崎（UMK）            | フジテレビ系列 日本テレビ系列 テレビ朝日系列 | 2022年4月15日 - 2023年10月11日 | 継   | 水曜 0:54 - 1:24（火曜深夜） | 遅れネット |
| 富山県         | チューリップテレビ（TUT）    | TBS系列                                      | 2022年4月24日 -                | 終   | 木曜 0:55 - 1:25（水曜深夜） | 遅れネット |
| 鳥取県・島根県 | 日本海テレビ（NKT）          | 日本テレビ系列                               | 2022年4月28日 - 2023年10月12日 | 再   | 木曜 1:00 - 1:30（水曜深夜） | 遅れネット |

【注記】
継…引き続き、金曜（木曜深夜）時代の放送を継続
再…日曜時代分の放送完了を以て1か月以上の休止後、金曜（木曜深夜）時代の放送を再開
終…日曜時代分の放送完了を以て放送終了（打ち切り）
金曜（木曜深夜）時代
遅れ日数が少ない順に記載
放送状況欄の日付記載なし…初回（2023年10月6日：テレビ朝日放送分）から放送
| 放送対象地域 | 放送局                       | 系列                                         | 放送期間         | 放送時間                                                                  | 放送状況               | ネット状況 |
| ------------ | ---------------------------- | -------------------------------------------- | ---------------- | ------------------------------------------------------------------------- | ---------------------- | ---------- |
| 関東広域圏   | テレビ朝日（EX）             | テレビ朝日系列                               | 2023年10月6日 -  | 金曜 0:45 - 1:20（木曜深夜）                                              |                        | 制作局     |
| 福岡県       | 九州朝日放送（KBC）          | テレビ朝日系列                               | 2023年10月7日 -  | 土曜 0:50 - 1:15（金曜深夜）                                              |                        | 1日遅れ    |
| 新潟県       | 新潟テレビ21（UX）           | テレビ朝日系列                               | 2024年1月18日 -  | 金曜 0:50 - 1:25（木曜深夜）                                              | 24/1/12放送分より再開  | 7日遅れ    |
| 青森県       | 青森朝日放送（ABA）          | テレビ朝日系列                               | 2023年10月6日 -  | 火曜 0:15 - 0:50（月曜深夜） 2024/3/28放送分までは同時ネット              |                        | 11日遅れ   |
| 岩手県       | 岩手朝日テレビ（KBC）        | テレビ朝日系列                               | 2023年10月10日 - | 火曜 0:50 - 1:25（月曜深夜）                                              |                        | 11日遅れ   |
| 熊本県       | 熊本朝日放送（KAB）          | テレビ朝日系列                               | 2024年4月16日 -  | 火曜 0:15 - 0:50（月曜深夜）                                              | 2024/4/4放送分より再開 | 11日遅れ   |
| 静岡県       | 静岡朝日テレビ（SATV）       | テレビ朝日系列                               | 2023年10月18日 - | 水曜 0:45 - 1:20（火曜深夜）                                              |                        | 12日遅れ   |
| 宮崎県       | テレビ宮崎（UMK）            | フジテレビ系列 日本テレビ系列 テレビ朝日系列 | 2023年10月25日 - | 水曜 0:54 - 1:29（火曜深夜）                                              |                        | 19日遅れ   |
| 長野県       | 長野朝日放送（abn）          | テレビ朝日系列                               | 2023年10月22日 - | 日曜 0:55 - 1:30（土曜深夜）                                              |                        | 1か月遅れ  |
| 鹿児島県     | 鹿児島放送（KKB）            | テレビ朝日系列                               | 2023年10月24日 - | 水曜 0:15 - 0:50（火曜深夜）                                              |                        | 2か月遅れ  |
| 中京広域圏   | 名古屋テレビ（メ〜テレ/NBN） | テレビ朝日系列                               | 2024年1月8日 -   | 2024/4/14から 日曜 23:55 - 0:30 2024/4/7まで 月曜 0:25 - 1:00（日曜深夜） |                        | 3か月遅れ  |
| 愛媛県       | 愛媛朝日テレビ（eat）        | テレビ朝日系列                               | 2024年7月2日 -   | 火曜 0:20 - 0:55（月曜深夜）                                              | 2024/4/4放送分より再開 | 3か月遅れ  |
| 近畿広域圏   | 朝日放送テレビ（ABC TV）     | テレビ朝日系列                               | 2024年1月22日 -  | 月曜 0:25 - 1:05（日曜深夜）                                              |                        | 3か月遅れ  |
| 山口県       | 山口朝日放送（yab）          | テレビ朝日系列                               | 2024年4月2日 -   | 火曜 0:15 - 0:50（月曜深夜）                                              |                        | 6か月遅れ  |

過去のネット局
| 放送対象地域   | 放送局              | 系列           | 放送期間                                                     | 放送時間                     | ネット状況 |
| -------------- | ------------------- | -------------- | ------------------------------------------------------------ | ---------------------------- | ---------- |
| 北海道         | 北海道テレビ（HTB） | テレビ朝日系列 | 2022年4月3日 - 2022年10月2日                                 | 日曜 23:55 - 翌0:25          | 同時ネット |
| 大分県         | 大分朝日放送（OAB） | テレビ朝日系列 | 不明 - 2023年7月18日                                         | 火曜 1:20 - 1:50（月曜深夜） | 遅れネット |
| 岡山県・香川県 | 瀬戸内海放送（KSB） | テレビ朝日系列 | 2023年10月30日 - 2024年4月8日 テレビ朝日 2024/3/22放送分まで | 月曜 0:25 - 1:00（日曜深夜） | 遅れネット |

### レギュラー放送（日本国外）
| 放送対象地域（言語） | 放送局          | 放送期間        | 放送時間           | ネット状況                 |
| -------------------- | --------------- | --------------- | ------------------ | -------------------------- |
| 香港（広東語）       | 無綫電視（TVB） | 2021年3月29日 - | 平日 21:35 - 22:05 | 遅れネット（著作権に購入） |

この他にも韓国や中国、台湾など、アジア13の国と地域のテレビ局や動画配信サイトでも放送・配信されており、中には日本とほぼ同時に配信しているサイトもある。中国の動画配信サイト「bilibili」では2022年2月の時点で総再生回数が9300万回を超えている。

## スタッフ

### レギュラー版（2025年7月以降）
レギュラー版以降に加入→●
- ナレーション：服部潤
- 構成：都築浩、谷口マサヒト（谷口→●）
- 脚本：煙山夏美（●）【週替り】
- TM：大槻和也（●）
- TD/SW：石渡剛（以前はSW）、渡邊良平（●、以前はCAM→一時離脱）【週替り】
- TD/SW/CAM：清水美保（●）【週替り】
- CAM：桝田茂雄、新井麻菜美、宮本邦慶、福元昭彦、田代浩、蝦名岳文、高橋広、吉田千明、宮内大翼、石黒康一、塚原梨央、矢島凛太郎、掛橋翔太（全員●、福元→以前はTM）【週替り】
- MIX：佐藤彩奈（●）、安食愛美（●）、佐坂萌（●）、平井保（●）【週替り】
- VE：田辺帆風（パイロット版・第2回 - 、PSの回あり）、渡部彪（●、パイロット版・第2,3回はVTR）、二宮紗耶（●）、小田菜々恵（●、以前はVTR）【週替り】
- VTR：鈴木太作（●、パイロット版・第1回はVE）、細谷公助（●）、坂野遼太郎（●）、瀬尾将太（●）、奥山凌平（●）、青木和敬（●）、菅野明弘（●）、斉藤美和子（●）、増田百恵（●）【週替り】
- 照明：岡本勝彦
- TK：池田真梨絵（パイロット版・第1,3回 - ）
- 美術：森永牧子、遠藤由香（遠藤→●）
- 美術進行：久保山真未（●）
- デザイン：前田香織（●）
- 大道具：千葉勇治（一時離脱→復帰）
- 小道具：佐々木洋平（●）
- 電飾：今野静香（●）
- 装飾：藤本厳嶺（●）
- メイク：川口カツラ店
- 美術協力：テレビ朝日クリエイト、ART WORK STUDIO、Blueair、Tivoli Audio、Yogibo、LIV HEART
- 編集：萩原和晃、奥山雄高【週替り】（奥山→パイロット版・第2,3回と●、萩原→●）
- MA：土屋翼（●）
- 音効：磯川浩己、鏑木太郎（鏑木→●）【週替り】
- ロケ技術：鍋島淳裕、堀部道将、三重野聖一郎、福田裕佐、鈴木一篤、若井幸博、西沙織、岩丸晴一、田川真之介、千阪拓也、大和久健、赤池登志貴、花塚智帆、藤田朋則、柳沢光一、向山英司、土手柚希、櫻井彩人、福本華央、長(永)沼咲優、加藤航平、大野哲也、桑原正祀、巽亮人、吉田真二、松本貴之、後閑健太、月岡知和、澤村啓介、久野貴司、國枝淳志（鍋島・堀部→パイロット版・第1,2回、三重野→パイロット版・第2回 - 、それ以外→●）【週替り】
- スタイリスト：織部真由香（●）
- ロケメイク：柏亜津子、米田萌（共に●）【週替り】
- イラスト：ろるらり、山科ティナ、msy.（共に●）【週替り】
- 宣伝：津久井美樹、奥村彩加（共に●）
- 編成：高橋佑輔、馬渕真太朗（高橋→●、馬渕→一時離脱►復帰）
- 技術協力：テイクシステムズ、共立ライティング、RAFT、ジーリンクスタジオ（RAFT・ジーリンク→パイロット版・第2回 - ）
- 制作協力：エスピーボーン
- アシスタントディレクター：早川翔夏、森大輝、吉村亮汰、近藤勇太、女屋麻貴、亀平菜緒、吉溪駿太朗、鈴木隆太、河島圭汰、小野江凌亮、岡田真琴、佐々木つくし、益子貴嗣、井上翔太、山本優輝【週替り】（女屋→パイロット版・第2回 - 、早川〜近藤・亀平〜山本→●）
- アシスタントプロデューサー：反り目尚美、古田早絵、多田圭花（古田・多田→●）
- ディレクター：山越由貴、塚原和代、渡邊桃子、眞木大輔、門倉勝次、星啓大【週替り】（全員→●）／塚田正道（K-MAX）【週替り】、河村啓司（エスピーボーン）【毎週】、児玉アトム、森部裕治郎、山口ひとみ、三上昭人【週替り】（塚田・児玉・森部・山口・三上→●）
- 演出：渡邊淳子
- プロデューサー：越後圭祐、徳江長政（エスピーボーン）（越後→●）
- ゼネラルプロデューサー：小田隆一郎（●）
- 制作：テレビ朝日ビジネスソリューション本部コンテンツ編成局第1制作部
- 制作著作：テレビ朝日

### 過去のスタッフ
- ナレーション：宮坂俊蔵（●）
- 構成：北健一郎、堤映月、町山広美（堤→●）
- 脚本：藤村聖子、知念真理奈、皐月彩、マンボウやしろ、冨田雄大、灯敦生、芦田太郎、綿種アヤ、山元悠加、川原杏奈、二宮アカリ（全員●）【週替り】
- TD：廣瀬義幸（パイロット版・第1回）
- CAM：古川雅之（パイロット版・第1回）、西村佳晃（パイロット版第2,3回）
- VTR：山本夏実、橋口司（共に●）
- TK：安達真理（パイロット版・第2回）
- ロケ技術：塙健志、西佐織、馬場元（馬場→パイロット版・第2回）、竹下亘輝、小笹直樹
- 美術進行：荒井幹基（●）、渡邊眞太郎
- デザイン：小柳千尋（パイロット版・第1回）
- 大道具：関真平、藤巻朱里（藤巻→●）
- 小道具：安部俊彦（パイロット版・第1,2回）、高橋吉彦、中嶋誠宗（●、一時離脱→復帰）、門間誠（●）
- 電飾：大邊華子（●）
- 装飾：武村沙織（パイロット版・第1,2回）、宇都宮沙織
- 植木：杉田英展（パイロット版・第1回）
- 撮影協力：Zoom（第3回）
- 編集：大北恵美（パイロット版・第1回）、門馬卓哉（門馬→●）
- MA：奴賀貴幸（パイロット版・第1回）、高橋友樹（パイロット版・第2,3回）
- ロケ技術：富田伸二、日高紘貴、木岡隼太郎、猪俣伸晃
- スタイリスト：西脇智代、小高愛奈（西脇・小高→パイロット版・第2回）、大瀧彩乃
- ロケメイク：岡本典子
- 編成：岩井健太郎（パイロット版・第1回）、佐野主紘（パイロット版・第2回）、小谷知輝、新谷拓也、久保田春記、宇喜多宏美、吉添智威、熊谷和也、長岡大河、清水正太郎、辻慈生（宇喜多・熊谷・長岡・清水・辻→共に●、辻→一時離脱→復帰）
- 宣伝：齋藤利紗子、村上理絵（村上→パイロット版・第2回と●）、池谷麻依、佐々木麻衣、堀場綾枝子（共に●）
- デスク：岩野美保（パイロット版・第1回）
- 技術協力：ヌーベルアージュ（パイロット版・第1回）
- アシスタントディレクター：松本美久（パイロット版・第1,2回）、近藤真帆、大竹杏奈、中山侑実、浅野洋司、武田翔（近藤真・浅野→パイロット版・第1回 - 、大竹・中山→パイロット版・第2回 - 、武田→●）
- アシスタントプロデューサー：平野束紗（●）
- プロデューサー：山内智未、金沢紀子（金沢→●）
- 演出・プロデューサー：芦田太郎
- ゼネラルプロデューサー：荒井祥之、髙橋正輝（髙橋→●）

## テーマソング
- OPソング
  - Rei「Lonely Dance Club」（UNIVERSAL MUSIC）
- ENDソング
  - Mr.Children「LOVEはじめました」（トイズファクトリー）（ - 2023年9月）
  - 鈴木愛理×Blue Vintage「Apple Pie」（FROG MUSIC/NVPR）（2023年10月 - 2024年3月）
  - 星街すいせい「教室に青」（ホロライブプロダクション）（2024年4月 - 6月）
  - TETORA「7月」（Orange Owl Records）（2024年7月 - 9月）
  - NORA（from 今夜、あの街から)「Umbrella」（B ZONE）（2024年10月 - 12月）
  - ミニマムジーク「羊」（tomorrow off）（2025年4月 - ）
  - ねぐせ。「織姫とBABY feat. 汐れいら」（Ki/oon Music / Sony Music Labels）（2025年7月[67]）

## ライブイベント
| 開催日                  | タイトル                                   | ゲスト                                                                | 会場             | 備考   |
| ----------------------- | ------------------------------------------ | --------------------------------------------------------------------- | ---------------- | ------ |
| 2022年01月10日          | あざとくて何が悪いの?フェス                | 上國料萌衣（アンジュルム） DJ松永（Creepy Nuts）                      | EXシアター六本木 |        |
| 2025年04月22日 (昼公演) | あざとくて何が悪いの? 秘密の大あざとフェス | 中島颯太（FANTASTICS） 砂田将宏（BALLISTIK BOYZ） 森香澄 アンジュルム | EXシアター六本木 | [ 68 ] |
| 2025年04月22日 (夜公演) | あざとくて何が悪いの? 秘密の大あざとフェス | 木村慧人（FANTASTICS） 堀夏喜（FANTASTICS） 福留光帆 FRUITS ZIPPER    | EXシアター六本木 | [ 68 ] |

## テレビドラマ
『僕のあざとい元カノ from あざとくて何が悪いの?』のタイトルで、2025年1月24日から3月7日までテレビ朝日列系の「金曜ナイトドラマ」枠で放送された。主演は藤原丈一郎、加藤史帆、谷まりあ。本編同様に山里と鈴木がMCとして随時ツッコミを入れていくスタイルを取り、「まったく新しいドラマ視聴体験」を提供するとしている。

### キャスト（テレビドラマ）

#### 主要人物
坂下拓未（さかした たくみ）〈30〉
演 - 藤原丈一郎
広告系デザイン会社「YAMASATOデザイン」勤務。
園田芽生（そのだ めい）〈26〉
演 - 加藤史帆
拓未のあざとい元カノ。
奥山朝比（おくやま あさひ）〈32〉
演 - 谷まりあ
広告代理店「A&Zクリエイティブ社」のチーフアートディレクター。

#### 周辺人物
レッナイ
演 - パース・ナクン
拓未の同期。
町田アヤ
演 - 林芽亜里
拓未の後輩。
平清水亮
演 - 砂田将宏（BALLISTIK BOYZ）
朝比の後輩。
佐藤
演 - アベラヒデノブ
拓未の後輩。
徳井
演 - 川上麻衣子
拓未の上司である部長。
修一
演 - 賀集利樹
元「A&Zクリエイティブ社」取締役で、朝比の元カレ。

#### ゲスト

##### 第1話
辻
演 - 休日課長（ゲスの極み乙女）（第2話（回想））
拓未の高校時代の同級生。

##### 第2話
吉村
演 - 遊佐亮介
拓未の高校時代の同級生。
サキ
演 - 村上愛花
合コンであざとさを発揮する吉村の後輩。
レイナ
演 - 上西星来
サキの友人。
カスミ
演 - 森香澄（第3話、第5話（回想））
拓未が卓球バーで出会う女性。

##### 第3話
ナオト
演 - 野田クリスタル（マヂカルラブリー）（第5話(回想)）
カスミの彼氏の実業家。
アントニー（マテンロウ）、嶋佐和也（ニューヨーク）、たかし（トレンディエンジェル）
演  - （本人役）
合コングループのメンバー。

##### 第4話
ミサ
演 - 宇野実彩子（AAA）
芽生のあざとい先輩。

##### 第5話
大和田
演 - LiLiCo
朝比のクライアント。

##### 最終話
佐和子
演 - 入来茉里
修一の妻。

### スタッフ（テレビドラマ）
- 主題歌 - indigo la End「ナハト」（Warner Music Japan / Slowly Records）[80]
- 演出 - 渡邊淳子（エスピーボーン）[69]
- ゼネラルプロデューサー - 髙橋正輝（テレビ朝日）[69]
- プロデューサー - 越後圭祐（テレビ朝日）、德江長政（エスピーボーン）[69]
- 制作著作 - テレビ朝日[69]

### 放送日程
| 話数                                                         | 放送日  | サブタイトル     | スタジオゲスト                                         | 視聴率 |
| ------------------------------------------------------------ | ------- | ---------------- | ------------------------------------------------------ | ------ |
| 第1話                                                        | 1月24日 | 呪いの言葉       | 小泉孝太郎、弘中綾香                                   |        |
| 第2話                                                        | 1月31日 | あざと美女の罠   | 藤本美貴、吉村崇（平成ノブシコブシ）                   |        |
| 第3話                                                        | 2月07日 | 呪いがとける予感 | あの、TAKAHIRO（EXILE）                                |        |
| 第4話                                                        | 2月14日 | 恋の分岐点       | 鈴鹿央士、川谷絵音、影山優佳                           |        |
| 第5話                                                        | 2月21日 | 付き合ってる…?   | 末澤誠也（Aぇ! group）、小島健（Aぇ! group）           |        |
| 第6話                                                        | 2月28日 | 不倫していた過去 | 岩田剛典（三代目 J SOUL BROTHERS）、比嘉愛未           |        |
| 最終話                                                       | 3月07日 | 結婚は終止符?    | 高地優吾（SixTONES）、大西流星（なにわ男子）、弘中綾香 |        |
| （視聴率はビデオリサーチ調べ、関東地区・世帯・リアルタイム） |         |                  |                                                        |        |

| テレビ朝日系 金曜ナイトドラマ          | テレビ朝日系 金曜ナイトドラマ                                            | テレビ朝日系 金曜ナイトドラマ    |
| 前番組                                 | 番組名                                                                   | 次番組                           |
| -------------------------------------- | ------------------------------------------------------------------------ | -------------------------------- |
| 無能の鷹 （2024年10月11日 - 11月29日） | 僕のあざとい元カノ from あざとくて何が悪いの? （2025年1月24日 - 3月7日） | 魔物 （2025年4月18日 - 6月13日） |